# Carla dal Forno
Carla dal Forno (Melbourne) és una cantant, compositora i multi-instrumentista australiana resident a Londres. És membre dels grups F ingers i Tarcar.
Durant la seva infantesa i adolescència va estudiar violoncel clàssic. Es va llicenciar en Belles Arts amb una especialització en dibuix. Va liderar un grup de música anomenat Mole House, entre d'altres. Ha participat en festivals com el Noise Pop Festival, el Plisskën Festival o el Rewire Festival.

## Àlbums
- Look Up Sharp (Kallista Records, 2019)[2]
- You Know What It's Like (Blackest Ever Black, 2016)[1][3][4]